# Maria Sohlberg
Maria Kristina Sohlberg (Jansson), född 18 juli 1886 i Foss församling, Göteborgs och Bohus län, död 26 november 1973 i Foss församling, Göteborgs och Bohus län, var en svensk spelman, fiolspelare och tonsättare.   
Sohlberg var en av få kända kvinnliga spelmän under sin samtid. Hon var en av endast två kvinnliga spelmän av 67 vid Sveriges första riksspelmansstämma i Stockholm år 1910, Riksspelmansstämman på Skansen 1910, och den enda av de två som spelade fiol. Det finns femton sånger bevarade efter Sohlberg.